# Geronto-pornografia
Geronto-pornografia, ou Gerontopornografia, é um gênero de filmes pornográficos, onde os atores são idosos. Este gênero de filme está em franco crescimento, principalmente no Japão, já que 25% dos japoneses têm mais de 65 anos, e essa proporção deve chegar a 40% em 2060. Assim, atualmente, este tipo de filme já representa cerca de um quarto do mercado de filmes pornôs.